# Kontrát Károly
Kontrát Károly (Pápa, 1956. április 12. –) magyar politikus, a Belügyminisztérium parlamenti államtitkára.
1981-ben végzett az Eötvös Loránd Tudományegyetem Állam- és Jogtudományi Karán mint jogász, majd ugyanitt megszerezte a Jogi Továbbképző Intézetben a jogi szakvizsgát.
Családi állapota: nős. Két gyermek édesapja.

## Munkahely
Pályáját 1974-ben kezdte a Nemesszalóki Község Közös Tanácsában mint szakigazgatási előadó. 1981-től 1993-ig a Pápai Textilgyár, a Kemenesszentpéteri Petőfi Mezőgazdasági TSZ és a Pápai Elekthermax Vállalat jogtanácsosa.  
1990-től 1998-ig Pápa alpolgármestere. Tagja volt a Veszprém Megyei Közgyűlésnek 1994 és 1998, illetve 2002 és 2006 között. 1998-tól 2002-ig a Belügyminisztérium politikai államtitkára. 2002-ben a Fidesz–KDNP színeiben országgyűlési képviselői mandátumot szerzett. A 2002–2006-os ciklusban több bizottságban dolgozott (Rendészeti Bizottság; Mentelmi, Összeférhetetlenségi és Mandátumvizsgáló Bizottság; Honvédelmi és Rendészeti Bizottság; Alkotmányügyi Bizottság; Igazságügyi és Ügyrendi Bizottság; Kulturális és Sajtóbizottság). A 2010. évi országgyűlési választáson a Fidesz–KDNP Veszprém megyei területi listán szerzett mandátumot. A 2014-es országgyűlési választáson sikerült mandátumot szereznie a Veszprém megyei 2. számú országgyűlési egyéni választókerületben, Balatonfüreden.

## Közéleti megbízatások
A Fidesz pápai szervezetének elnökségi tagja, az országos választmány tagja, valamit az etikai bizottság elnöke jelenleg is (2010). A párt társadalmi önvédelmi testületének, illetve az Új Demokrácia Központnak a vezetője. Részt vett a Dokumentációs Központ munkájában, amely a 2006. októberi rendőri túlkapásokat dokumentálta.
1998–2001 között az egységesebb közszolgálati rendszert és jogi szabályozást előkészítő koordinációs bizottság elnöke. 1998–2002 között a Közigazgatási Továbbképzési Kollégium, valamint az Országos Közigazgatási Vizsgabizottság elnöke.